# Primera División de Chile 1987
El Campeonato Nacional de Primera División de 1987 fue el torneo disputado en la 55.ª temporada de la máxima categoría del fútbol profesional chileno.
El torneo consistió en un campeonato a dos ruedas con un sistema de todos contra todos. Contó con la participación de 16 equipos, entre los que finalmente se consagró campeón Universidad Católica, institución que obtuvo el sexto campeonato de su historia. 
En la parte baja de la tabla de posiciones, descendieron a Segunda División Rangers y San Luis, a los que posteriormente se sumó Lota Schwager, tras caer en la Liguilla de Promoción.

## Equipos por región
| Región               | N.º | Equipos                                                                           |
| -------------------- | --- | --------------------------------------------------------------------------------- |
| Región Metropolitana | 5   | Colo-Colo, Palestino, Unión Española, Universidad Católica y Universidad de Chile |
| Biobío               | 5   | Deportes Concepción, Fernández Vial, Huachipato, Lota Schwager y Naval            |
| Valparaíso           | 2   | Everton y San Luis                                                                |
| Tarapacá             | 1   | Deportes Iquique                                                                  |
| Antofagasta          | 1   | Cobreloa                                                                          |
| Atacama              | 1   | Cobresal                                                                          |
| Maule                | 1   | Rangers                                                                           |

## Tabla final
| Pos | Equipo               | PJ | PG | PE | PP | GF | GC | Dif | Pts |
| --- | -------------------- | -- | -- | -- | -- | -- | -- | --- | --- |
| 1   | Universidad Católica | 30 | 21 | 7  | 2  | 51 | 16 | 35  | 49  |
| 2   | Colo-Colo            | 30 | 14 | 11 | 5  | 44 | 28 | 16  | 39  |
| 3   | Cobreloa             | 30 | 13 | 12 | 5  | 44 | 32 | 12  | 38  |
| 4   | Cobresal             | 30 | 11 | 12 | 7  | 44 | 38 | 6   | 34  |
| 5   | Universidad de Chile | 30 | 10 | 11 | 9  | 49 | 33 | 16  | 31  |
| 6   | Naval                | 30 | 10 | 10 | 10 | 39 | 33 | 6   | 30  |
| 7   | Everton              | 30 | 9  | 11 | 10 | 33 | 32 | 1   | 29  |
| 8   | Fernández Vial       | 30 | 9  | 11 | 10 | 32 | 32 | 0   | 29  |
| 9   | Palestino            | 30 | 9  | 11 | 10 | 46 | 57 | -11 | 29  |
| 10  | Huachipato           | 30 | 10 | 8  | 12 | 30 | 37 | -7  | 28  |
| 11  | Deportes Iquique     | 30 | 10 | 7  | 13 | 34 | 44 | -10 | 27  |
| 12  | Unión Española       | 30 | 8  | 10 | 12 | 29 | 34 | -5  | 26  |
| 13  | Deportes Concepción  | 30 | 7  | 12 | 11 | 31 | 40 | -9  | 26  |
| 14  | Lota Schwager        | 30 | 9  | 8  | 13 | 24 | 33 | -9  | 26  |
| 15  | Rangers              | 30 | 9  | 7  | 14 | 31 | 47 | -13 | 25  |
| 16  | San Luis             | 30 | 3  | 8  | 19 | 19 | 43 | -24 | 14  |

PJ=Partidos jugados; PG=Partidos ganados; PE=Partidos empatados; PP=Partidos perdidos; GF=Goles a favor; GC=Goles en contra; Dif=Diferencia de gol; Pts=Puntos
|  | Campeón. Clasifica a la Copa Libertadores 1988 |
|  | Clasifica a la Liguilla Pre-Libertadores       |
|  | Juega la Liguilla de Promoción                 |
|  | Desciende a Segunda División                   |

## Campeón
| Chile                          |
| Universidad Católica 6º Título |

## Liguilla Pre-Libertadores
Clasifican a la Liguilla Pre-Libertadores los ganadores de cada uno de los tres tramos del campeonato nacional: 
- Fechas 1 a 10 Universidad Católica, que como campeón cede su lugar a Cobreloa.
- Fechas 11 a 20 Colo-Colo.
- Fechas 21 a 30 Universidad Católica, que cede su lugar a Universidad de Chile.
- El 4° participante es Cobresal como campeón del Torneo de Apertura 1987.

| Pos | Equipo               | PJ | PG | PE | PP | GF | GC | Dif | Pts |
| --- | -------------------- | -- | -- | -- | -- | -- | -- | --- | --- |
| 1   | Colo-Colo            | 3  | 2  | 1  | 0  | 5  | 0  | 5   | 5   |
| 2   | Cobreloa             | 3  | 2  | 0  | 1  | 2  | 3  | -1  | 4   |
| 3   | Universidad de Chile | 3  | 1  | 1  | 1  | 1  | 1  | 0   | 3   |
| 4   | Cobresal             | 3  | 0  | 0  | 3  | 0  | 4  | -4  | 0   |

PJ=Partidos jugados; PG=Partidos ganados; PE=Partidos empatados; PP=Partidos perdidos; GF=Goles a favor; GC=Goles en contra; Dif=Diferencia de gol; Pts=Puntos
|  | Clasifica a la Copa Libertadores 1988 |

## Liguilla de Promoción
Los 3 equipos que participaron en esa liguilla, tenían que jugar en una sola sede, en este caso en Talca y lo disputaron en un formato de todos contra todos en 3 partidos. El ganador jugará en Primera División para el año 1988, mientras que los 2 perdedores jugarán en Segunda División para el mismo año mencionado.
| Pos | Equipo           | PJ | PG | PE | PP | GF | GC | Dif | Pts |
| --- | ---------------- | -- | -- | -- | -- | -- | -- | --- | --- |
| 1   | O'Higgins        | 2  | 1  | 1  | 0  | 3  | 1  | 2   | 3   |
| 2   | Lota Schwager    | 2  | 1  | 1  | 0  | 2  | 1  | 1   | 3   |
| 3   | Regional Atacama | 2  | 0  | 0  | 2  | 0  | 3  | -3  | 0   |

PJ=Partidos jugados; PG=Partidos ganados; PE=Partidos empatados; PP=Partidos perdidos; GF=Goles a favor; GC=Goles en contra; Dif=Diferencia de gol; Pts=Puntos
|  | Jugará en Primera División de Chile 1988  |
|  | Jugarán en Segunda División de Chile 1988 |

1º Fecha
| 6 de febrero de 1988 | O'Higgins                     | 2 : 0 | Regional Atacama | Estadio Fiscal, Talca |  |
|                      | Hermes Navarro · Manuel Baeza |       |                  |                       |  |

2º Fecha
| 10 de febrero de 1988 | Lota Schwager     | 1 : 0 | Regional Atacama | Estadio Fiscal, Talca |  |
|                       | Patricio Bonhomme |       |                  |                       |  |

3º Fecha
| 13 de febrero de 1988 | O'Higgins            | 1 : 1 | Lota Schwager    | Estadio Fiscal, Talca |  |
|                       | Atilio Marchioni 25' |       | Abraham González |                       |  |

- O'Higgins y Lota Schwager terminaron empatados en el primer lugar con 3 puntos. Pero O'Higgins tuvo mejor diferencia de goles (+2 contra +1 de Lota Schwager), por lo que el equipo rancagüino, ascendió a la Primera División para el año 1988 y el equipo lotino, descendió a la Segunda División para el mismo año mencionado. En tanto, Regional Atacama se mantiene en la Segunda División, para ese mencionado año.

## Goleadores
| Jugador          | Equipo               | Goles |
| ---------------- | -------------------- | ----- |
| Osvaldo Hurtado  | Universidad Catolica | 21    |
| Sergio Díaz      | Cobreloa             | 15    |
| Sergio Salgado   | Cobresal             | 15    |
| Arturo Jáuregui  | Colo-Colo            | 13    |
| Juan Covarrubias | Cobreloa             | 12    |
| Francisco Ugarte | Unión Española       | 10    |
| Patricio Deldago | Deportes Iquique     | 9     |
| Carlos Rojas     | Rangers              | 9     |
| Iván Zamorano    | Cobresal             | 8     |
| Hugo Rubio       | Colo-Colo            | 8     |
| Luis Araya       | Deportes Concepción  | 8     |
| José Velásquez   | Deportes Iquique     | 8     |
| Juan Soto        | Naval                | 8     |
| Mauricio Guevara | Naval                | 8     |
| Alfredo Nuñez    | Palestino            | 8     |
| Rubén Espinoza   | Universidad Católica | 8     |
| Álvaro Vergara   | Universidad de Chile | 8     |
| Orlando Mondaca  | Universidad de Chile | 8     |
| Juan Rojas       | Unión Española       | 8     |

### Hat-Tricks & Pókers
Aquí se encuentra la lista de hat-tricks y póker de goles (en general, tres o más goles marcados por un jugador en un mismo encuentro) conseguidos en la temporada.
| Fecha                    | Jugador         | Goles | Partido                           |
| ------------------------ | --------------- | ----- | --------------------------------- |
| 30 de agosto de 1987     | Luis Pérez      | 3     | Universidad Católica vs. San Luis |
| 30 de agosto de 1987     | Sergio Marchant | 3     | Colo-Colo vs. Fernández Vial      |
| 30 de septiembre de 1987 | Félix Silva     | 3     | San Luis vs. Unión Española       |
| 13 de diciembre de 1987  | Rubén Martínez  | 4     | Cobresal vs. Palestino            |